# 橿原市立橿原中学校
橿原市立橿原中学校（かしはらしりつ かしはらちゅうがっこう）は奈良県橿原市にある市立の中学校である。

## 概要
橿原市内にある6つの公立中学校の中で、一番新しい。校章は、橿原市のマークの上に「中」の文字が書いてあるものであり、「橿原市の中学校で一番良い学校になる」と言う意味がこめられている。
朝は8時35分に登校し、10分間のチャレンジタイムがあり、読書や自習をしたあと、各学級で朝学活をして9時から1時限目が始まる。12時50分から給食が30分間あり、20分間の昼休みのあと、水・金曜のみ清掃があり、清掃がある日は5時限目で終了（15時20分下校）、清掃が無い日は6時限目で終了（15時55分下校）となる。

## 部活動

### 運動部
- 陸上部
- 野球部
- ソフトテニス部（男女別に活動）
- バスケットボール部（男女別に活動）
- 卓球部
- 弓道部
- 水泳部

### 文化部
- 吹奏楽部
- E･S･S部
- 文芸部
- チャレンジ部
- (第44代生徒会)

## 校区
橿原市立真菅北小学校区と橿原市立耳成西小学校区を校区とする。

## 卒業生
- 三浦大輔（プロ野球選手）
- 琴裕将由拡（大相撲力士）